# Claudia De Smet
Claudia De Smet, (1973) is een Belgische hedendaagse danseres, lid en assistent-choreograaf van Ballet Preljocaj onder leiding van Angelin Preljocaj.

## Biografie
Claudia De Smet begon met gymnastiek voordat ze op 10-jarige leeftijd ging dansen. Later werkte ze samen met het choreografisch centrum Charleroi/Danses en in 1995 trad ze toe tot het Ballet Preljocaj in Châteauvallon. Ze neemt actief deel aan de creatie van l' Annonciation, een choreografisch duet waarin ze de aartsengel Gabriël interpreteert. Gedurende zes jaar maakte ze deel uit van alle creaties van Angelin Preljocaj, met name L'Anoure en Romeo en Julia, alvorens te vertrekken en samen te werken met andere gezelschappen. In 1997 ontving ze een Bessie Award in New York voor haar interpretatie van de Engel in Annonciation. In 2000 ging ze dansen bij de Zweedse Norrdans company.
In 2004 keerde ze terug naar het Ballet Preljocaj, met name voor de gefilmde versie van L'Annonciation1 en enkele andere choreografieën (waaronder Les Quatre Saisons), om vervolgens de taken van repetitor en assistent-choreograaf voor het gezelschap in Aix-en-Provence op zich te nemen.